# جان کیلیک
جان کلیک (انگلیسی: Jon Kilik؛ زادهٔ ۲۶ دسامبر ۱۹۵۶) تهیه‌کننده فیلم اهل ایالات متحده آمریکا است.
از فیلم‌هایی که وی در آن‌ها نقش داشته است، می‌توان به  داستانی از برانکس، کلاکرز، راه رفتن مرد مرده، باسکیت، او بازی را برد، پلیزنتویل، گهواره خواهد جنبید، تابستان سام، پیش از آغاز شب، پولاک، گول‌خورده، ساعت بیست و پنجم، اسکندر، گل‌های پرپر، نفوذی، بابل، لباس غواصی و پروانه، ذیبا، بازی‌های گرسنگی، بازی‌های گرسنگی: اشتعال، فاکس‌کچر، بازی‌های گرسنگی: زاغ مقلد – بخش ۱، بازی‌های گرسنگی: زاغ مقلد – بخش ۲، شای-رک، دولت آزاد جونز، تشکر به خاطر خدمت‌تان، بر دروازه ابدیت، روز پرچم، ۵ هم‌خون، معجزه در سنت آنا، دبلیو، مرزهای کنترل، دختر ۶، آماده پوشیدن، کروکلین، مالکوم ایکس، تب جنگل، بهترین بلوز و کار درست را بکن اشاره نمود.